# Nanako Tōdō
Nanako Tōdō (東藤なな子?, Tōdō Nanako; 29 novembre 2000) è una cestista giapponese.

## Carriera
Con il Giappone ha disputato i Giochi olimpici di Tokyo 2020 e i Campionati mondiali del 2022.